# Combofix
ComboFix é um programa freeware criado por David e desenvolvido por sUBs, que efetua varreduras por malwares conhecidos e quando os encontra tenta efetuar a respectiva limpeza automática dessas infecções. Como complemento, e para que seja possível remover a grande maioria dos malwares, o ComboFix também gera um log (relatório) quando o scan é terminado. Esse log contém informações essenciais para que um assistente possa diagnosticar, coletar novos malwares e remover as infecções que não forem removidas automaticamente.